# Anatoli Stepanowitsch Lutikow
Anatoli Stepanowitsch Lutikow (russisch Анатолий Степанович Лутиков; * 5. Februar 1933 in Leningrad; † 15. Oktober 1989 in Tiraspol, Moldawien) war ein sowjetischer Schachspieler und -trainer.

## Leben
Anatoli Lutikow gewann 1956 mit der sowjetischen Mannschaft die Studentenolympiade in Uppsala und 1965 die Mannschaftseuropameisterschaft in Hamburg. Im Jahr 1967 erhielt er von der FIDE den Titel Internationaler Meister verliehen, 1974 wurde er Großmeister.
Lutikows letzte Elo-Zahl betrug 2355, seine höchste Elo-Zahl von 2545 erreichte er im Juli 1972 und Mai 1974. Vor Einführung der Elo-Zahlen erreichte er im Mai 1967 seine höchste historische Elo-Zahl von 2694.

## Turniererfolge
- Hochofenturnier Wijk aan Zee 1967: 2. Platz
- UdSSR-Meisterschaft Alma-Ata 1968–69: 3. Platz
- Dubna 1971: 1. Platz
- Leipzig 1973: 1./2. Platz mit Hort
- Albena 1976: 1. Platz